# У Дэ
У Дэ (кит. упр. 吴德, пиньинь Wú Dé; 1913, Фэнжунь — 29 ноября 1995, Пекин) — китайский государственный деятель, активный маоист. Руководитель парторганизаций КПК и государственных администраций в провинциях Пинъюань и Цзилинь. Мэр Пекина и секретарь пекинской парторганизации в 1972—1978. Член Политбюро ЦК КПК в 1973—1978. Организатор подавления выступлений на Тяньаньмэнь в апреле 1976. Участник разгрома «Банды четырёх». Ближайший сподвижник Хуа Гофэна. В период реформ Дэн Сяопина отстранён от должностей и выведен из политики.

## Партийный функционер
При рождении получил имя Ли Чуньхуа. В 20-летнем возрасте вступил в Коммунистическую партию Китая. Был организатором забастовок шахтёров и железнодорожников в Таншани. Принял партийный псевдоним У Дэ, ставший новым именем.
Во время китайско-японской войны командовал партизанскими отрядами в провинции Хэбэй. С 1940 года курировал коммунистическое подполье в японском тылу. Возглавлял организацию КПК в Таншани.
После прихода КПК к власти и провозглашения КНР в 1949 году несколько месяцев занимал пост заместителя министра топливной промышленности. В 1950—1952 годах — секретарь партийной организации провинции Пинъюань, в 1952—1955 годах — мэр Тяньцзиня, с 1955 по 1966 год — руководитель парторганизации провинции Цзилинь.

## Глава Пекина
4 июня 1966 года был назначен исполняющим обязанности секретаря Пекинского городского комитета КПК и около года занимал этот пост. Это назначение было сделано в контексте смены руководящих кадров в ходе Культурной революции — У Дэ занял место отстранённого и репрессированного Пэн Чжэня. Решительно поддержал курс Мао Цзэдуна, выраженный в лозунге «Огонь по штабам», активно способствовал формированию хунвэйбинских отрядов в Пекинском университете. В 1967 году был назначен заместителем председателя столичного ревкома Се Фучжи. С 1969 года — член ЦК КПК.
В 1970 году призывал Мао Цзэдуна жёстко покончить с потенциальной оппозицией в рядах НОАК, возглавляемой Линь Бяо. Мао Цзэдун оценил преданность У Дэ, обыгрывая в публичных выступлениях даже его имя (в одном из прочтений иероглиф 德 означает «добродетель»). После разоблачения «заговора Линь Бяо» в 1971 году укрепил своё положение, возглавив отдел культуры Госсовета КНР, что означало контроль над идеологическим аппаратом.
После смерти Се Фучжи в 1972 году к нему перешли посты секретаря Пекинского горкома КПК и мэра Пекина. В 1973 году он был кооптирован в Политбюро ЦК КПК. В 1975 году был утвержден заместителем председателя Постоянного комитета ВСНП.
Выступал проводником жёсткого маоистского курса. Активно участвовал в идеологических и репрессивных кампаниях, особенно в критике Линь Бяо и Конфуция, был категорически против реабилитации Дэн Сяопина. В то же время отношения У Дэ с «Бандой четырёх» и лично с Цзян Цин оставались враждебными. Ориентировался на Хуа Гофэна как преемника Мао.
5 апреля 1976 года на площади Тяньаньмэнь произошли массовые беспорядки. Вину за «контрреволюционный инцидент» партийное руководство возложило на Дэн Сяопина. Как глава столичной администрации У Дэ сыграл важную роль в разгоне протестующих, последующих преследованиях и организации контрдемонстраций. Этот факт сделал его политическую фигуру крайне одиозной в обществе.

## В разгроме «Банды четырёх»
9 сентября 1976 года скончался Мао Цзэдун. Его преемником на посту председателя ЦК КПК стал Хуа Гофэн. «Банда четырёх» во главе с Цзян Цин и шанхайским партийно-административным руководителем Чжан Чуньцяо готовила захват верховной власти и распределение между собой высших партийных и государственных постов. Хуа Гофэн, министр обороны маршал Е Цзяньин и руководитель Центрального бюро безопасности КПК Ван Дунсин приняли упреждающие меры. 6 октября 1976 года члены «Банды четырёх» были арестованы. Наряду с Ван Дунсином, важную оперативную роль в разгроме группировки Цзян Цин сыграл У Дэ, поставивший в распоряжение Хуа Гофэна партийно-административный и силовой аппарат Пекина.
Победа Хуа Гофэна над Цзян Цин открывала перед У Дэ широкие перспективы. В 1977 году он занял пост заместителя председателя Постоянного комитета ВСНП. Вокруг Хуа Гофэна сложилась группа ортодоксальных маоистов (впоследствии названная «Малой бандой четырёх») — мэр Пекина У Дэ, начальник партийной службы безопасности Ван Дунсин, вице-премьер Цзи Дэнкуй, командующий Пекинским военным округом Чэнь Силянь — выступавшая за продолжение маоцзэдуновской политики без эксцессов «Банды четырёх». Однако влияние Хуа Гофэна и его сторонников падало по мере усиления позиций Дэн Сяопина с возвращением которого им пришлось согласиться.

## Отстранение от власти
На пленуме ЦК КПК в декабре 1978 году политик подвергся резкой критике и был снят с постов мэра и главы партийной организации Пекина. В феврале 1980 года он был выведен из состава Политбюро, в апреле сессия ВСНП прекратила его полномочия как заместителя председателя. В 1982 году генеральный секретарь ЦК КПК Ху Яобан, сославшись на роль У Дэ в разгроме «Банды четырёх», включил его в состав Центральной комиссии советников КПК. Однако существенного влияния на политику тот уже не оказывал.